# Stinkbäume
Stinkbäume (Sterculia) sind eine Pflanzengattung in der Unterfamilie der Stinkbaumgewächse (Sterculioideae) innerhalb der Familie der Malvengewächse (Malvaceae). Sie ist mit etwa 100 bis 200 Arten in den Tropen und Subtropen weltweit verbreitet. Die größte Artenvielfalt gibt es im tropischen Asien. In China kommen 26 Arten vor, 14 davon nur dort. Den Namen Stinkbaum führen diese Bäume wegen des stinkenden Geruchs ihrer Blüten.

## Beschreibung

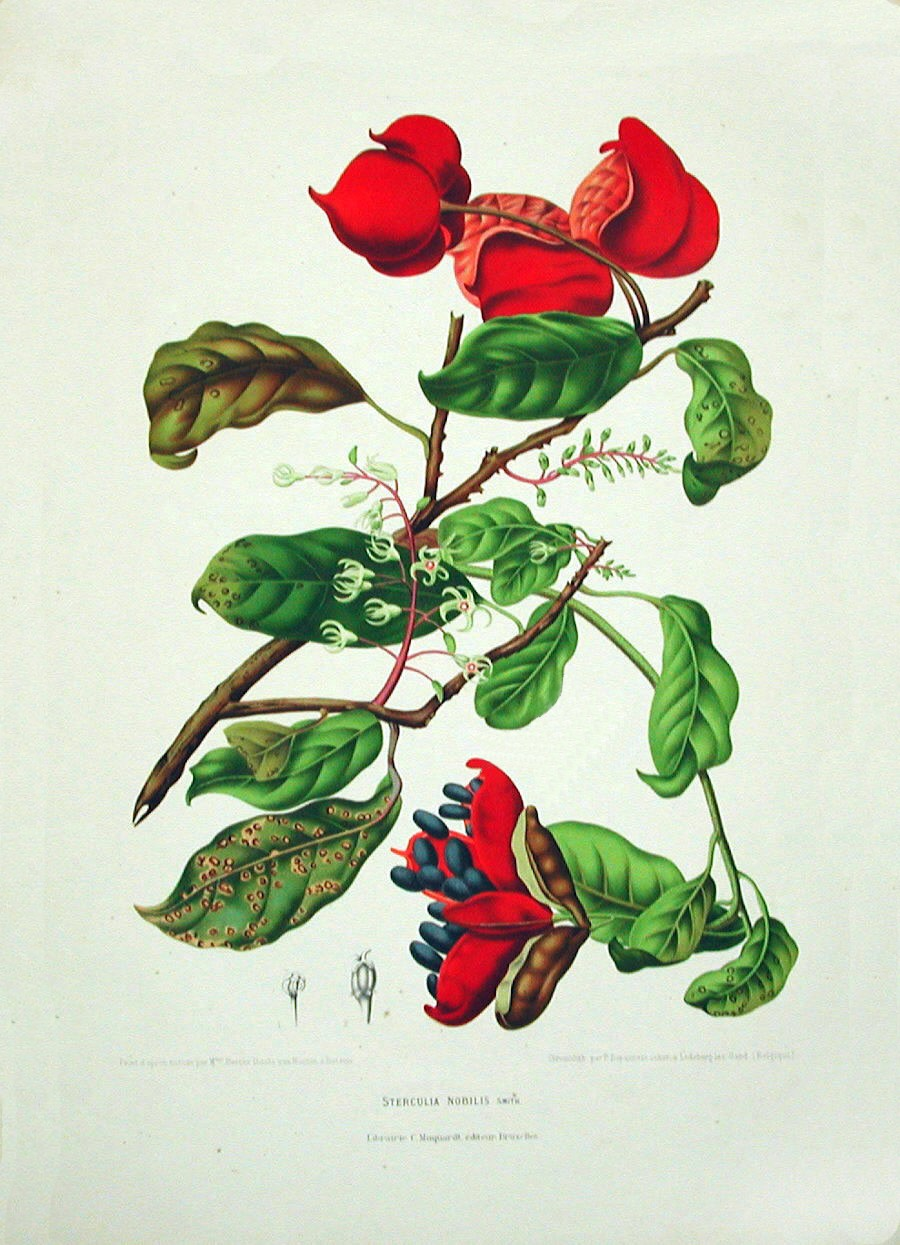
Illustration von Sterculia nobilis

### Erscheinungsbild und Blätter
Sterculia-Arten wachsen als laubabwerfende, meist große Bäume oder Sträucher. Blätter und Blüten haben oft einen starken Geruch. Die wechselständigen Laubblätter sind einfach, gelappt oder handförmig geteilt. Die Blattränder sind glatt oder gezähnt. Es sind meist kurzlebige Nebenblätter vorhanden.

### Blütenstände und Blüten
Es werden seiten- oder endständige, meist rispige oder seltener traubige Blütenstände gebildet. Es gibt oft zwittrige und/oder eingeschlechtige Blüten an einem Exemplar (Monözie oder Andromonözie). Die meist radiärsymmetrischen Blüten sind fünfzählig. Die fünf Kelchblätter sind röhrig oder glockenförmig verwachsen. Kronblätter fehlen. Staubblätter sind (0) 10 bis 30 vorhanden. (Drei bis) vier bis fünf Fruchtblätter sind zu einem oberständigen Fruchtknoten verwachsen, sie werden in den Früchten frei. Je Fruchtblatt sind zwei bis viele Samenanlagen vorhanden. Die Staubfäden sind röhrig verwachsen und bilden mit dem Gynoeceum zusammen ein Androgynophor. In den weiblichen Blüten ist das Androgynophor nur sehr kurz und Staminodien befinden sich in einem Ring um die Basis der Fruchtblätter. In den männlichen Blüten umschließt die Staubblattröhre die rudimentären Fruchtblätter. Der Griffel endet mit gleich vielen (manchmal schildförmigen) Narben wie Fruchtblättern.

### Früchte und Samen
In Gruppen stehen die meist ledrigen oder seltener holzigen, auffälligen Balgfrüchte sternartig zusammen, die sich bei Reife öffnen und einen bis viele Samen enthalten. Die länglichen Samen sind braun oder samtig schwarz und enthalten meist Endosperm.

## Nutzung
- Teilweise Nutzhölzer
- Karaya (Sterculia-Gummi)
- Die Samen einiger Arten sind essbar und werden verwendet.

## Systematik
Die Erstveröffentlichung erfolgte 1753 durch Carl von Linné in Species Plantarum, 2, S. 1007. Als Lectotypus wurde 1929 Sterculia foetida L. festgelegt. Synonyme für Sterculia L. sind: Ivira Aubl., Mateatia Vell., Triphaca Lour., Xylosterculia Kosterm.  Die Gattung Sterculia ist heute eine von zwölf Gattungen in der Unterfamilie der Stinkbaumgewächse (Sterculioideae) innerhalb der Familie der Malvengewächse (Malvaceae).

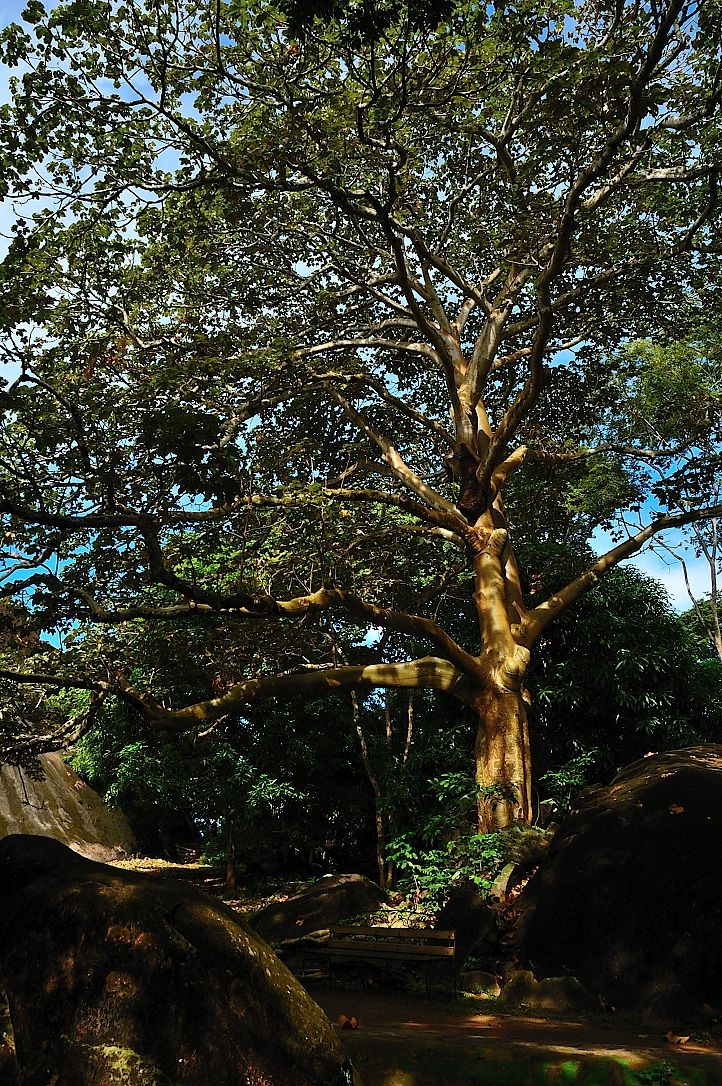
Sterculia apetala, Nationalbaum von Panama ("Panama-Baum", spanisch: "Camoruco")

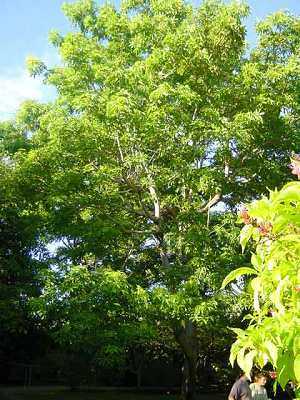
Habitus von Sterculia foetida

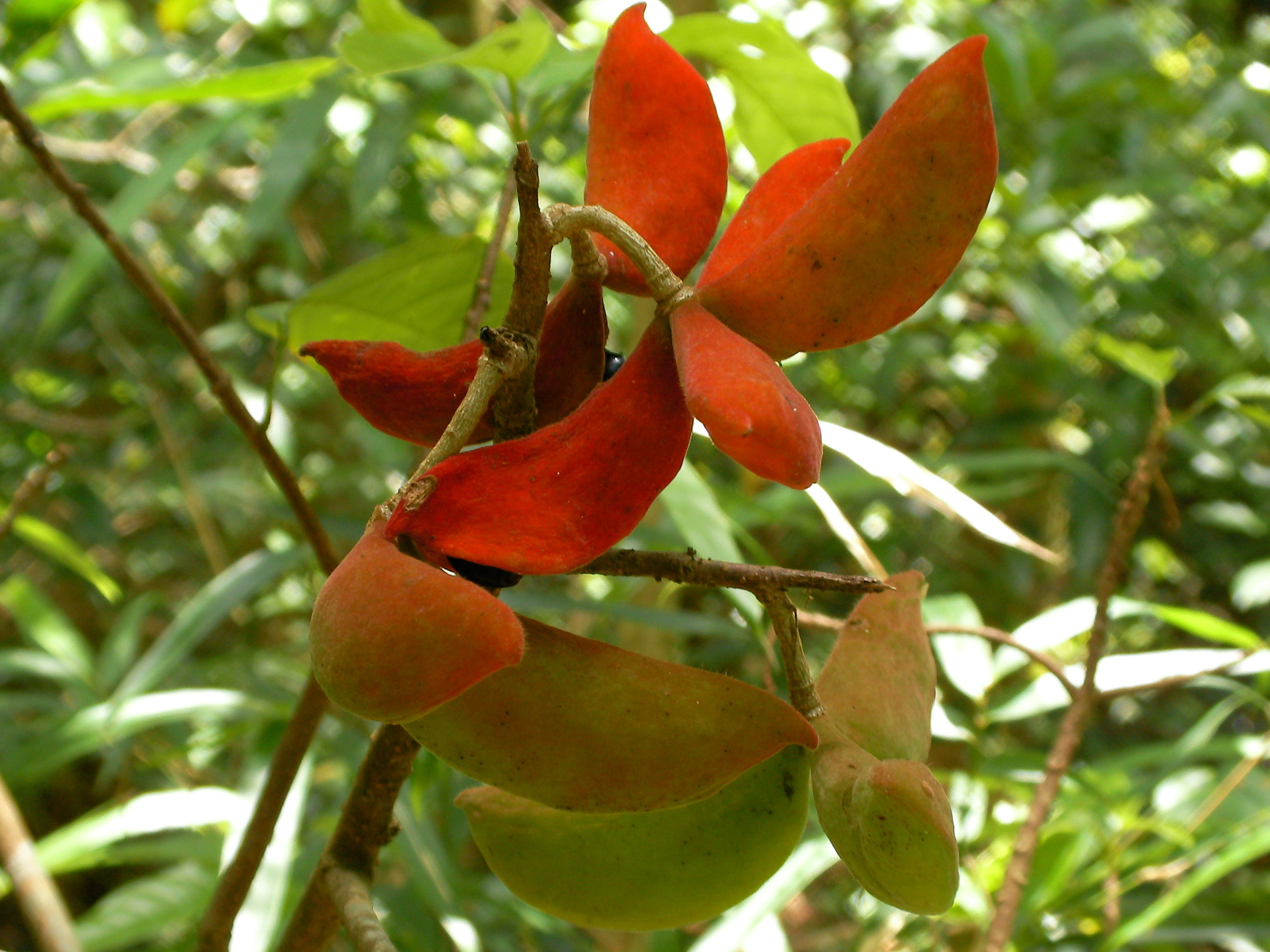
Geschlossene Früchte von Sterculia lanceolata

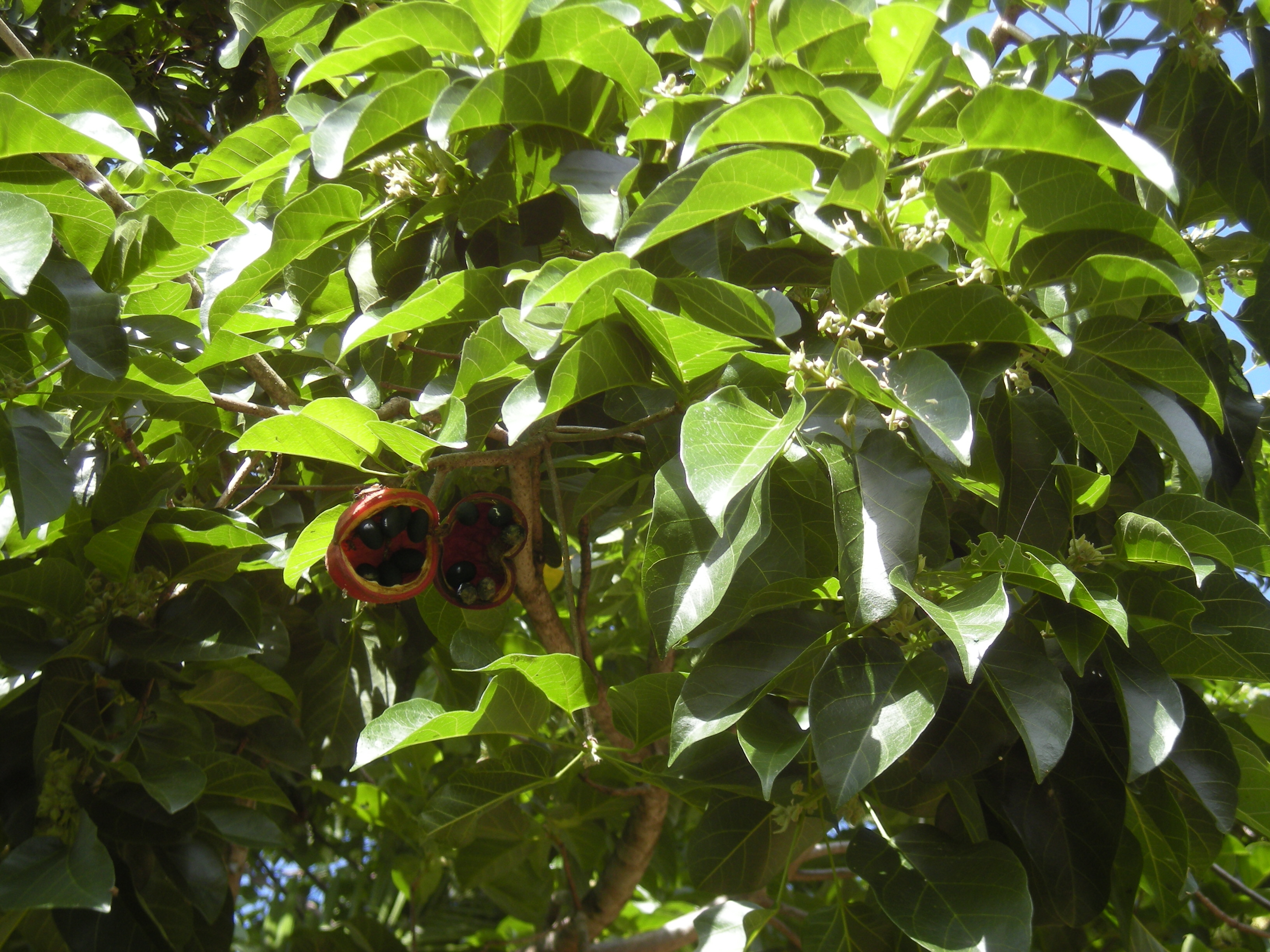
Laubblätter, geöffnete Balgfrüchte und Samen von Sterculia roxburghiana

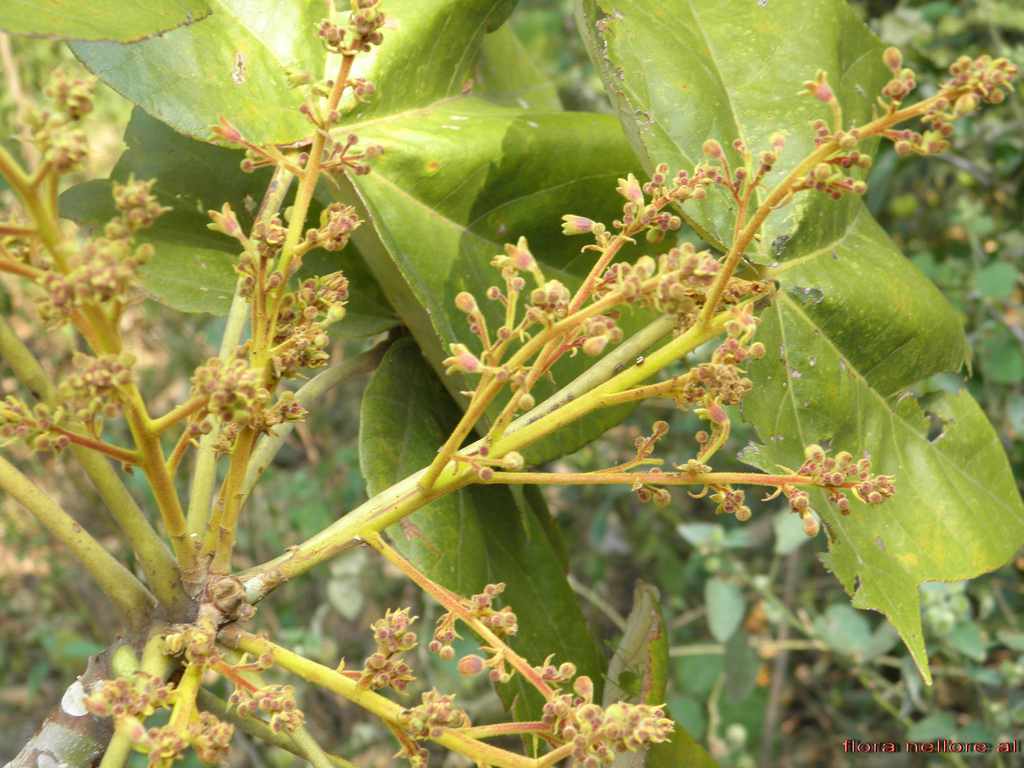
Blütenstand von Sterculia urens

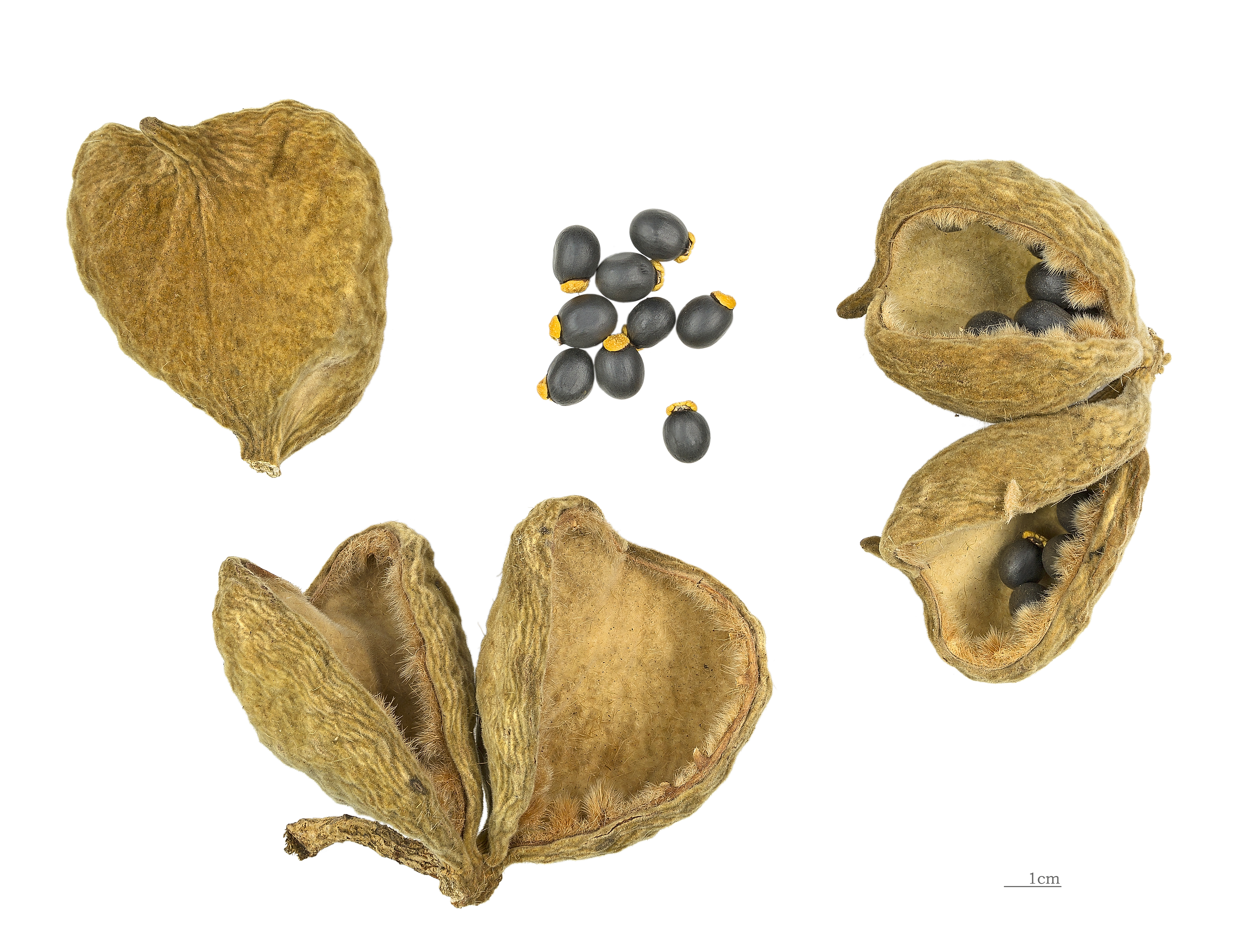
Sterculia setigera

Es gibt etwa 100 bis 200 Sterculia-Arten (Auswahl):
- Sterculia abbreviata E.L.Taylor ex Mondragón
- Sterculia africana (Lour.) Fiori
- Sterculia allenii E.L.Taylor
- Sterculia amazonica E.L.Taylor ex Mondragón
- Sterculia apeibophylla Ducke
- Sterculia apetala (Jacq.) H.Karst.
- Sterculia brevissima H.H.Hsue
- Sterculia caribaea R.Br.
- Sterculia ceramica R.Br.
- Sterculia cinnamomifolia Tsai & Mao
- Sterculia colombiana Sprague
- Sterculia corrugata Little
- Sterculia costaricana Pittier
- Sterculia dawei Sprague
- Sterculia euosma W.W.Sm.
- Sterculia excelsa Mart.
- Sterculia foetida L.
- Sterculia frondosa Rich.
- Sterculia gengmaensis H.H.Hsue
- Sterculia guangxiensis S.J.Xu & P.T.Li
- Sterculia guapayensis Cuatrec.
- Sterculia guttata Roxb.
- Sterculia hainanensis Merr. & Chun
- Sterculia hamiltonii (Kuntze) Adelb.
- Sterculia henryi Hemsl.
- Sterculia hymenocalyx K.Schum.
- Sterculia impressinervis H.H.Hsue
- Sterculia kayae P.E.Berry
- Sterculia khasiana Debb.
- Sterculia kingtungensis H.H.Hsue
- Sterculia lanceifolia Roxb.
- Sterculia lanceolata Cav.
- Sterculia macrophylla Vent.
- Sterculia mexicana R.Br.
- Sterculia micrantha Chun & H.H.Hsue
- Sterculia mirabilis (A.Chev.) Roberty
- Sterculia monosperma Vent.
- Sterculia nobilis Sm.
- Sterculia oblonga Mast.
- Sterculia peruviana (D.R.Simpson) E.L.Taylor ex Brako & Zarucchi
- Sterculia pexa Pierre
- Sterculia pinbienensis Tsai & Mao
- Sterculia principis Gagnep.
- Sterculia pruriens (Aubl.) K.Schum.
- Sterculia purpurea Exell
- Sterculia quadrifida R.Br.
- Sterculia quinqueloba (Garcke) K.Schum.
- Sterculia rhinopetala K.Schum.
- Sterculia roxburghiana Wall.
- Sterculia rugosa R.Br.
- Sterculia scandens Hemsl.
- Sterculia setigera Delile
- Sterculia simaoensis Y.Y. Qian
- Sterculia spangleri R.Br.
- Sterculia speciosa K.Schum.
- Sterculia steyermarkii E.L.Taylor ex Mondragón
- Sterculia stipulifera Ducke
- Sterculia striata A.St.-Hil. & Naudin
- Sterculia subnobilis H.H.Hsue
- Sterculia subracemosa Chun & H.H.Hsue
- Sterculia subviolacea K.Schum.
- Sterculia tavia Baill.
- Sterculia tessmannii Mildbr.
- Sterculia tonkinensis Aug. DC.
- Sterculia tragacantha Lindl.
- Sterculia urens Roxb.
- Sterculia venezuelensis Pittier
- Sterculia villifera Steud.
- Sterculia villosa Roxb. ex Sm.
- Sterculia xolocotzii T.Wendt & E.L.Taylor
- Sterculia yuanjiangensis H.H.Hsue & S.J.Xu

## Bilder

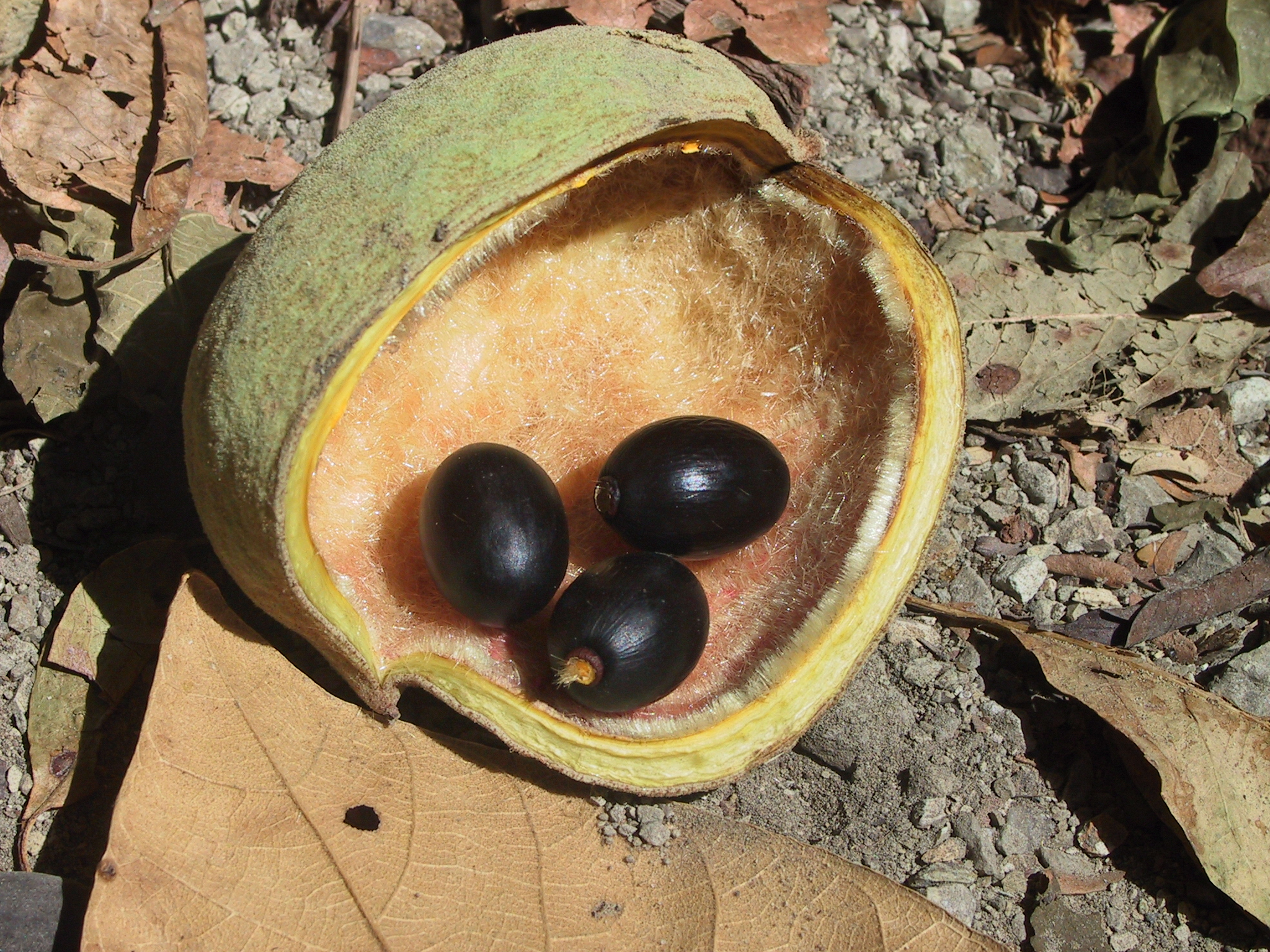
Geöffnete Frucht von Sterculia apetala
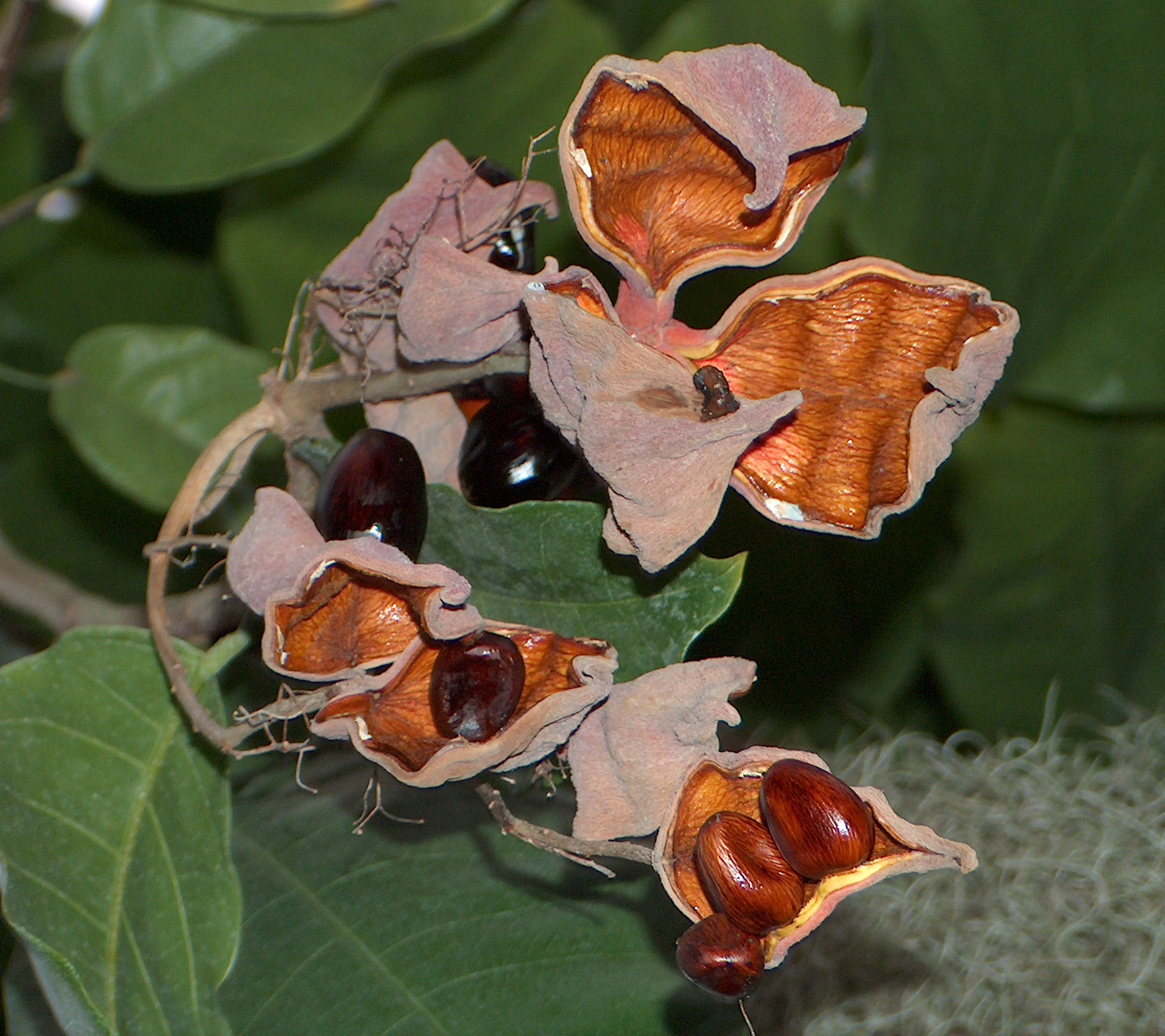
Geöffnete Balgfrüchte und Samen von Sterculia balanghas
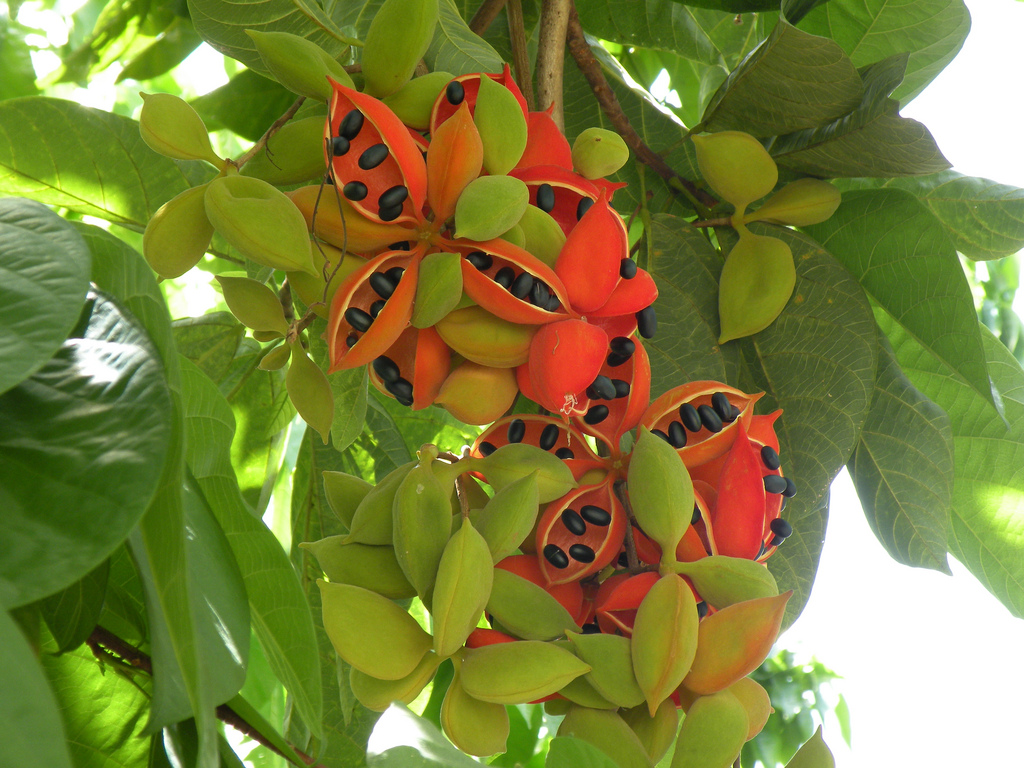
Geöffnete Balgfrüchte und Samen von Sterculia roxburghiana